# Long Sault Parkway
La Long Sault Parkway est une route touristique de 10,1 kilomètres reliant un groupe de onze îles à l'ouest de Cornwall dans la province canadienne de l'Ontario. Les îles, qui comprennent deux plages publiques et trois terrains de camping, ont été créées par des travaux de navigation des rapides du Long-Sault lors de la construction de la voie maritime du Saint-Laurent.